# Ózd
Ózd [ˈoːzd] ist eine ungarische Stadt im gleichnamigen Kreis im Komitat Borsod-Abaúj-Zemplén. Nach dem Komitatssitz Miskolc ist Ózd die zweitgrößte Stadt des Komitats.

## Geografische Lage
Ózd liegt in Nordungarn, knapp 40 Kilometer nordwestlich der Stadt Miskolc und vier Kilometer südlich der Grenze zur Slowakei.

## Geschichte
Der Name der Gemeinde, der vom Namen des Volkes der Oghusen abgeleitet ist, wurde 1272 erstmals erwähnt. Die heutige Stadt wurde 1940 aus den Gemeinden Ózd, Bolyok und Sajóvárkony gebildet und erhielt 1949 das Stadtrecht.
In der Stadt lebten im Jahr 1941 siebenhundert Juden. Nach der deutschen Besetzung Ungarns im März 1944 ordnete die ungarische Verwaltung der Stadt im Mai die Bildung eines Zwangsghettos an. Die Juden Ózds wurden von dort im Juni 1944 ins KZ Auschwitz deportiert.
1978 wurden weitere Orte eingemeindet; dazu zählen Hodoscsépány, Susa, Szentsimon und Uraj.
In der zweiten Hälfte des 19. Jahrhunderts siedelte sich hier Stahlindustrie an. Zu einer echten Industriestadt entwickelte sich Ózd aber erst im Sozialismus. Ózd war neben Miskolc, Kazincbarcika und Tiszaújváros Standort des Borsoder Industriegebietes. Nach 1990 sank die Bedeutung der Schwerindustrie deutlich ab, woraufhin die Arbeitslosigkeit  im Einzugsgebiet stark anstieg.
Das Hüttenwerk Ózd (ÓKÜ) war einer der bedeutendsten metallurgischen Anlagekomplexe in der Industrieregion Nordungarn. Ab den 1980er Jahren nahm jedoch seine Bedeutung in der Schwerindustrie ab. Dies trug auch zu einem der drängendsten Probleme der Region bei: Arbeitslosigkeit und Abwanderung. Die errichteten Denkmäler der Eisen- und Stahlindustrie von Ózd – in der Sprache der Einheimischen „die Fabrik“ und der damit verbundenen Arbeiterkolonien – werden seit 2005 als Gebiet von historischer Bedeutung (MJT) eingestuft. Der Personalabbau, der in der zweiten Hälfte der 1980er Jahre begann und einer der ersten im Land war, erschwerte den Bewohnern der Stadt das Leben. Zum Zeitpunkt der Demonstration am 26. Februar 1991 in der Fabrik waren 10 % der örtlichen Bevölkerung im erwerbsfähigen Alter arbeitslos, und im Januar 1993 waren 12.650 (60,5 %) der 20.850 Einwohner im erwerbsfähigen Alter arbeitslos geworden. Seit der Auflösung des Hüttenwerks Ózd ist die Bevölkerung der Stadt drastisch zurückgegangen. Mit dem Verschwinden der Industrie zogen viele Menschen in der Hoffnung, ihren Lebensunterhalt zu verdienen, nach Westen.
| Jahr | Anzahl der Einwohner |
| ---- | -------------------- |
| 1900 | 11926                |
| 1949 | 38550                |
| 1970 | 43688                |
| 1980 | 46372                |
| 1990 | 41561                |
| 2001 | 38405                |
| 2011 | 34481                |
| 2024 | 30550                |

## Volksgruppen
Bei der Volkszählung 2022 erklärten sich 85,8 % der Bevölkerung als Ungarn, 9,5 % als Roma, 0,4 % als Deutsche, 0,1-0,1 % als Bulgaren, Slowaken und Rumänen, 1,6 % als andere, nicht ungarische Staatsangehörige (14,1 % gaben keine Angabe zu ihrer Staatsangehörigkeit; dies ist auf die doppelte Staatsangehörigkeit zurückzuführen ). Die Summe der Identitäten kann größer als 100 % sein.

## Sehenswürdigkeiten

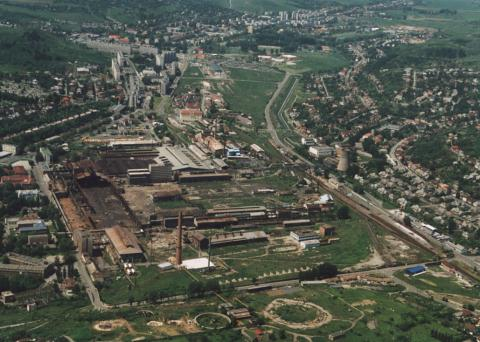
Luftaufnahme von Ózd

- Stadtmuseum (Sammlung der Regionalgeschichte, Geschichte des Stahlwerkes, Kunsthandwerk des 19. Jahrhunderts, Mineraliensammlung)
- Industrielles Freilichtmuseum (Szabadtéri Néprajzi Múzeum)

In der Stadt gibt es wirklich nichts zu sehen; im Stadtzentrum wurden Plattenbauten errichtet. Die Wohnsiedlungen der Stadt stammen überwiegend aus den 1950er bis frühen 1980er Jahren. Aus der Zeit vor dem Zweiten Weltkrieg ist ein einstöckiges, kolonieartiges Wohngebiet übrig geblieben. Die Stadtteile mit Einfamilienhäusern liegen in den Außenbezirken; einige von ihnen sind in einem baufälligen Zustand.
Szilvásvárad liegt nur 19 Kilometer von Ózd entfernt. Szilvásvárad ist ein Tourismuszentrum am westlichen Rand des Bükkgebirges mit einem Waldmuseum, der Szalajka-Eisenbahn und Hotels.

## Politik
In die Kritik geriet die Stadtverwaltung, als sie in der Hitzeperiode des Sommers 2013 die Wasserversorgung im Romaviertel abdrehte, obwohl die Stadt speziell zur Versorgung dieser Bevölkerungsgruppe finanzielle Unterstützung aus der Schweiz erhielt.

## Städtepartnerschaften
- Chorzów, Polen
- Ozd, Rumänien
- Ózdfalu, Ungarn
- Rimavská Sobota, Slowakei
- Sânsimion (Harghita), Rumänien
- Sânsimion (Mureș), Rumänien
- Veľký Blh, Slowakei

## Söhne und Töchter der Stadt
- Kálmán Szepesi (1930–1992), Tischtennisspieler
- Zoltán Balog (* 1958), Politiker, Bischof
- Gertrúd Stefanek (* 1959), Fechterin
- Elemér Balázs (* 1967), Jazzmusiker
- Borbála Obrusánszky (* 1972), Historikerin, Mongolistin und Botschafterin
- Ilona Dankó (* 1973), Gewichtheberin
- Tamás Jónás (* 1973), Schriftsteller
- Ottó Vincze (* 1974), Fußballspieler
- Péter Majoros (* 1979), Rapper, Songwriter und TV-Moderator
- Dávid Janiczak (* 1987), Bürgermeister von Ózd
- Patrik Kovács (* 1996), Dartspieler
- Petra Vámos (* 2000), Handballspielerin
- Milán Tóth (* 2002), Fußballspieler
- Balázs Tóth (* 2004), Fußballspieler